# J. Marion Sims

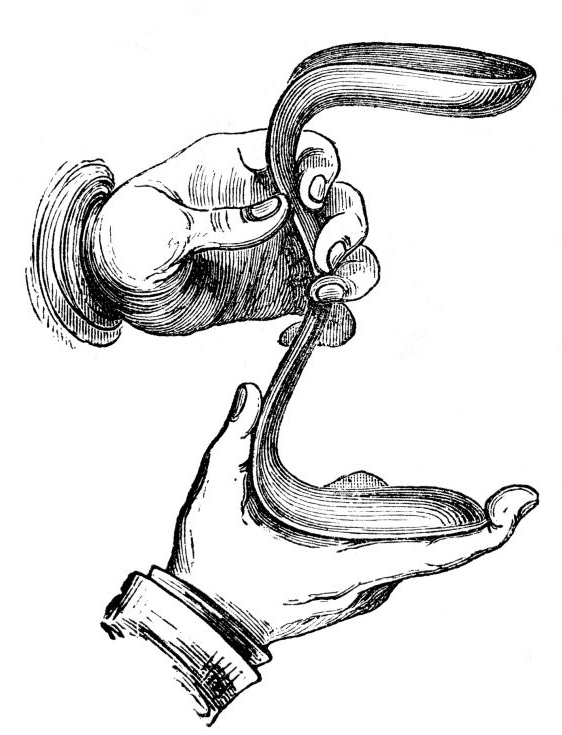
Espéculo de Sims

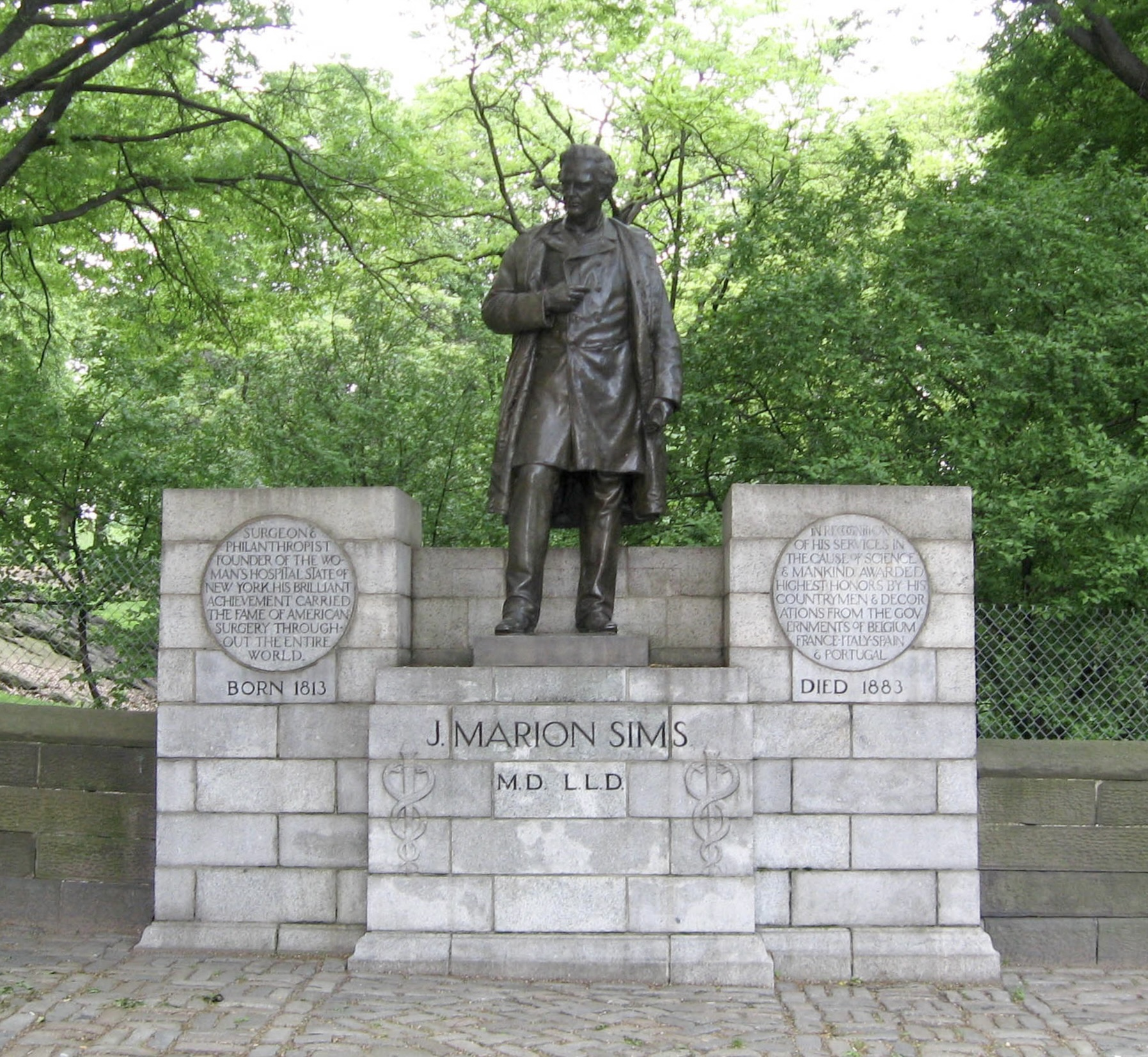
Estátua de Sims no Central Park, Nova Iorque

James Marion Sims (Condado de Lancaster, 25 de janeiro de 1813 – Nova Iorque, 13 de novembro de 1883), também conhecido como J. Marion Sims, foi um médico estadunidense  e um pioneiro no campo da cirurgia, conhecido como o "pai da moderna ginecologia". O seu trabalho mais importante foi desenvolver uma técnica cirúrgica para reparação da fístula vesicovaginal, uma grave complicação do trabalho de parto prolongado em demasia.
Sims usou escravizados afro-americanos mulheres como cobaias no desenvolvimento dos seus estudos. Este trabalho tem sido considerado por muitos historiadores e eticistas como antiético. Ele foi descrito como "um excelente exemplo de progresso na profissão médica feita às custas de uma população vulnerável." O médico L. L. Parede enfatizou que  Sims era conformado com as práticas médicas da época, que ele realizou as cirurgias para um resultado terapêutico e que as mulheres que ele operou sofriam do que poderia ser uma condição catastrófica para a sua saúde e qualidade de vida.

## Críticas dos experimentos
As cirurgias experimentais sem anestesia em escravizadas afro-Americanas, que não tinham condições de consentir aos tratamentos têm sido descritos desde o final do século 20 como um exemplo de racismo na profissão médica. Isto lança uma luz sobre a historicamente violenta opressão dos negros e populações vulneráveis nos Estados Unidos.
Em sua autobiografia, Sims disse que estava em dívida para com as mulheres escravizadas . Depois que várias operações falharam ele estava desanimado e as escravizadas encorajaram-no a continuar, porque elas estavam determinadas a ter os seus problemas médicos curados. Logo depois de Sims ter feito uma cirurgia bem sucedida de fístula vesicovaginal e fístula rectovaginal em 1849, ele teria reparado com êxito as fístulas de outras mulheres escravizadas. Elas voltaram para seus trabalhos escravos.